# Lijst van rijksmonumenten in Andel
De plaats Andel telt 21 inschrijvingen in het rijksmonumentenregister. Hieronder een overzicht.
| Object | Oorspronkelijke functie? | Bouwjaar               | Architect | Locatie                              | Coördinaten?                 | Nr.?   | Afbeelding        |
| --- | ------------------------ | ---------------------- | --------- | ------------------------------------ | ---------------------------- | ------ | ----------------- |
| Voormalige boerderij van het dwarsdeeltype                                                                                   | Boerderij                | midden 19e eeuw        |           | Burgemeester van der Schansstraat 19 | 51° 46' 60" NB, 5° 3' 29" OL | 334652 | Meer afbeeldingen |
| Voormalige boerderij van het dwarsdeeltype onder met riet gedekt wolfdak opgetrokken in gele baksteen met gepleisterde plint | Boerderij                | 1821 (jaartal)         |           | Burgemeester van der Schansstraat 21 | 51° 46' 59" NB, 5° 3' 30" OL | 334657 | Meer afbeeldingen |
| Voormalige boerderij in geel-rode baksteen van het dwarsdeeltype onder met riet gedekt wolfdak                               | Boerderij                | 1857                   |           | Burgemeester van der Schansstraat 40 | 51° 46' 59" NB, 5° 3' 28" OL | 334662 | Meer afbeeldingen |
| Boerderij van het langsdeeltype met dwarsgeplaatst voorhuis                                                                  | Boerderij                | midden 19e eeuw        |           | Hoge Maasdijk 8                      | 51° 47' 11" NB, 5° 3' 17" OL | 334668 | Meer afbeeldingen |
| Boerderij van dwarsdeeltype                                                                                                  | Boerderij                | midden 19e eeuw        |           | Hoge Maasdijk 62                     | 51° 46' 50" NB, 5° 3' 53" OL | 334677 | Meer afbeeldingen |
| Boerderij van het dwarsdeeltype in baksteen met gepleisterde plint                                                           | Boerderij                | 1846                   |           | Kammetweg 2                          | 51° 46' 49" NB, 5° 3' 51" OL | 334682 | Meer afbeeldingen |
| Boerderij van het dwarsdeeltype onder met riet gedekt wolfdak                                                                | Boerderij                | 1805                   |           | Hoefweg 16                           | 51° 46' 34" NB, 5° 4' 15" OL | 334691 | Meer afbeeldingen |
| 'De korshof' | Boerderij                | 1837                   |           | Burgemeester van der Schansstraat 80 | 51° 46' 56" NB, 5° 3' 40" OL | 39611  | Meer afbeeldingen |
| Huis onder, aan de voorzijde afgewolfd, zadeldak                                                                             | veerhuis, logement       |                        |           | Hoge Maasdijk 6                      | 51° 47' 12" NB, 5° 3' 17" OL | 39617  | Meer afbeeldingen |
| Huis onder, aan de voorzijde afgewolfd, zadeldak                                                                             | Boerderij                |                        |           | Hoge Maasdijk 51                     | 51° 46' 43" NB, 5° 4' 8" OL  | 39618  | Meer afbeeldingen |
| Banpalen | Grensafbakening          | 1786 (jaartal)         |           | Banpalen Hoge Maasdijk               | 51° 46' 47" NB, 5° 3' 56" OL | 39619  | Meer afbeeldingen |
| Boerderij van het Altenase type                                                                                              | Boerderij                | 1603 (jaartal)         |           | Hoofdgraaf 7                         | 51° 47' 2" NB, 5° 3' 6" OL   | 39620  | Meer afbeeldingen |
| Dwarshuis onder zadeldak tussen zij- topgevels                                                                               | Boerderij                |                        |           | Julianastraat 14                     | 51° 47' 6" NB, 5° 3' 17" OL  | 39621  | Meer afbeeldingen |
| Voormalige Nederlands Hervormde Kerk                                                                                         | Kerk en kerkonderdeel    | laat 14e eeuw (toren)  |           | Hoofdgraaf 6                         | 51° 47' 2" NB, 5° 3' 13" OL  | 39622  | Meer afbeeldingen |
| Boerderij van het dwarsdeeltype onder gedeeltelijk met riet gedekt zadeldak met wolfeind boven de voorgevel                  | Boerderij                | 1870 (jaartal)         |           | Burgemeester van der Schansstraat 9  | 51° 47' 1" NB, 5° 3' 23" OL  | 419454 | Meer afbeeldingen |
| Villa/koetshuis | Woonhuis                 | 1898                   |           | Julianastraat 1                      | 51° 47' 5" NB, 5° 3' 14" OL  | 521362 | Meer afbeeldingen |
| Schuur | Opslag                   |                        |           | Julianastraat (bij)                  | 51° 47' 5" NB, 5° 3' 14" OL  | 521363 | Schuur            |
| In den Doorn: woonhuis | Woonhuis                 | 1901                   |           | Hoofdgraaf 1                         | 51° 46' 60" NB, 5° 3' 12" OL | 521359 | Meer afbeeldingen |
| In den Doorn: dwarsdeelschuur                                                                                                | Opslag                   | laatste kwart 19e eeuw |           | Hoofdgraaf 1                         | 51° 46' 60" NB, 5° 3' 12" OL | 521360 | Meer afbeeldingen |
| Wilhelminasluis | Waterkering en -doorlaat | 1897                   |           | Wilhelminasluis                      | 51° 47' 18" NB, 5° 3' 21" OL | 521382 | Meer afbeeldingen |
| Monument scheiding van Maas en Waal                                                                                          | Gedenkteken              | 1904                   |           | Wilhelminasluis                      | 51° 47' 43" NB, 5° 3' 9" OL  | 523384 | Meer afbeeldingen |